# Lake Superior Railroad Museum

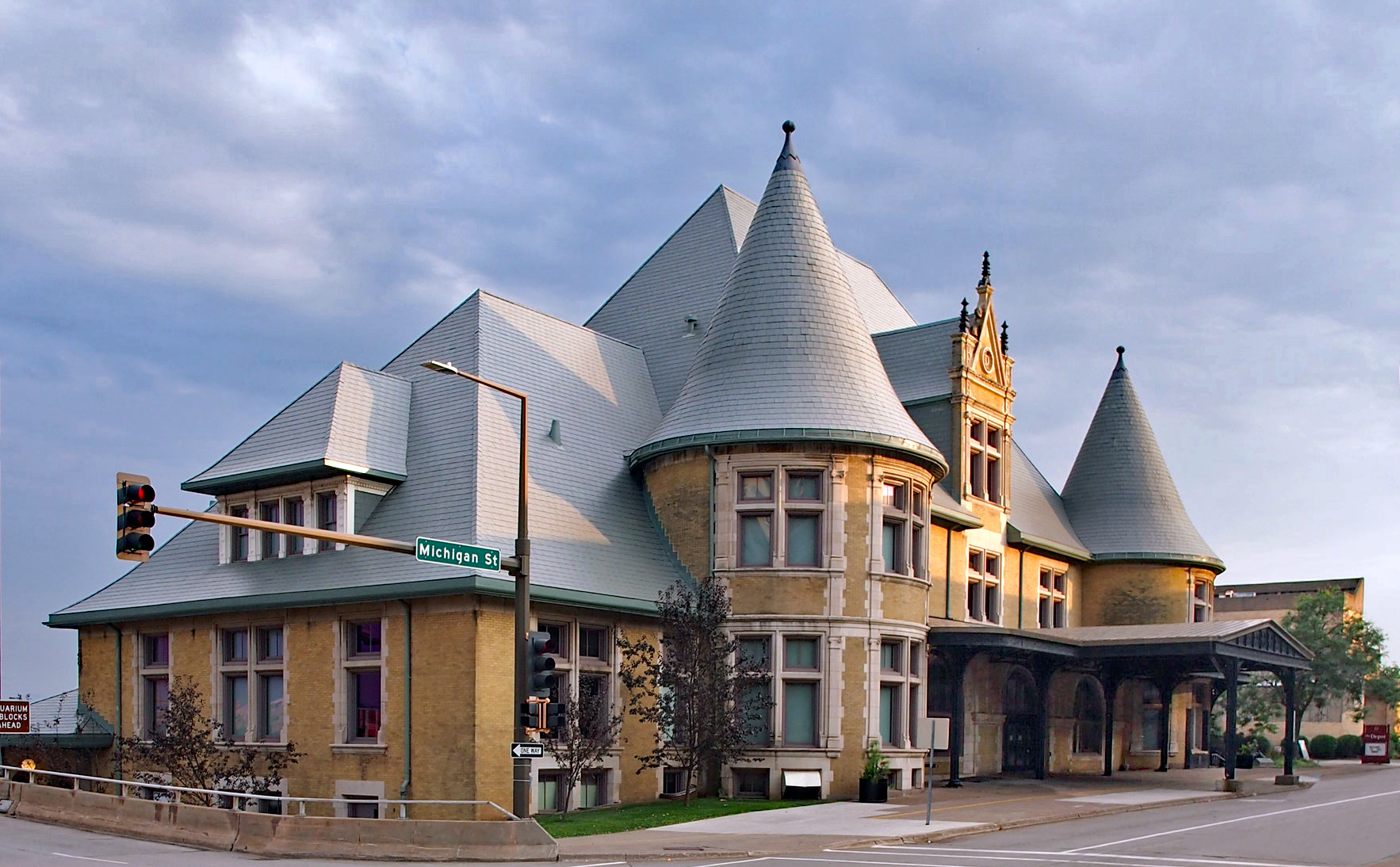
Das restaurierte Duluth Union Depot

Das Lake Superior Railroad Museum (LSRM) ist ein Eisenbahnmuseum in Duluth im US-Bundesstaat Minnesota. Das Museum wurde 1973 eröffnet. Eigentümer ist die Lake Superior Railroad Museum Foundation, eine gemeinnützige Organisation. Es befindet sich im restaurierten Duluth Union Depot. Das LSRM ist auch Betreiber der North Shore Scenic Railroad, die Ausflugszüge mit historischen Fahrzeugen aus der Museumssammlung betreibt. Die Sammlung umfasst unter anderem die Lokomotiven William Crooks, die 1861 als erste Lokomotive im Bundesstaat Minnesota in Betrieb war, und die Nr. 227 der Duluth, Missabe and Iron Range Railway, eine 2-8-8-4 Yellowstone, die zu den größten Dampflokomotiven gehörte.

## Das Museum

### Geschichte
Das Lake Superior Railroad Museum wurde 1973 als lokales Projekt ins Leben gerufen und hat sich schnell zu einem der größten Eisenbahnmuseen des Landes entwickelt. Es befindet sich im historischen Duluth Union Depot und beherbergt eine große Sammlung von Eisenbahnfahrzeugen des Staates Minnesotas, mit interaktiven Exponaten über die Geschichte der Region. Das Museum konzentriert sich dabei auf die Eisenbahnen in der Region des Lake Superior. Der größte Teil der Ausstellungsfläche ist dabei überdacht.

### Die Lake Superior Railroad Museum Foundation
Seit fast 50 Jahren ist das Lake Superior Railroad Museum stetig gewachsen, aufgrund engagierter Mitglieder, Unternehmen, Freiwilliger und Spenden. Es hat dabei schwierige Zeiten überstanden. Um finanzielle Sicherheit zu erreichen, wurde eine Stiftung gegründet. Dabei werden die Zinsen auf das Stiftungskapital für Investitionen und zu Finanzierung von Projekten verwendet. Unter anderem wurde die Restaurierung des DM&IR Wagens Nr. 33 mit dem von der Stiftung erwirtschafteten Geld finanziert.

### Heute
Das LSRM ist nur eine von vier ausstellenden Organisationen im Bahnhofsareal. Es ist täglich von 10 bis 18 Uhr geöffnet. Mehrere Museumsräume können auch als Veranstaltungsort gemietet werden.

### Die North Shore Scenic Railroad
Neben dem Museum befindet sich auch die North Shore Scenic Railroad, die vom Frühsommer bis in den Winter hinein Züge mit historischen Fahrzeugen des Museums betreibt. Die Züge verkehren auf einem 42 Kilometer langen Streckenabschnitt der ehemaligen Duluth, Missabe and Iron Range Railway (DMIR) zwischen Duluth und Two Harbors und fahren dabei entlang des Lake Superior.

## Fahrzeuge

### Lokomotiven Auswahl
| Dampflokomotiven   |                                                     |                                           |                                |      |         |                    |                                   |  |
| 227                | Duluth, Missabe and Iron Range Railway              | Baldwin Locomotive Works                  | 2-8-8-4 Yellowstone, Class M-3 | 1941 | 1960    | Gestiftet 1974     | Ausgestellt                       |  |
| 332 (ehem. 28)     | Duluth, Missabe and Northern Railway                | American Locomotive Company               | 2-8-0 Consolidation, Class C-3 | 1906 | 1965    | Gestiftet 1974     | In Betrieb                        |  |
| 14                 | Duluth, Missabe and Northern Railway                | Baldwin Locomotive Works                  | 2-8-2 Mikado                   | 1913 | 1966    | Gestiftet 1981     | Ausgestellt                       |  |
| 1 „Minnetonka“     | Northern Pacific Railway                            | H.K. Porter                               | 0-4-0ST                        | 1870 | 1948    | Leihgabe seit 1975 | Ausgestellt                       |  |
| 2435               | Northern Pacific Railway                            | American Locomotive Company               | 2-6-2 Prairie, Class T         | 1907 | 1954    | Gespendet 1978     | Ausgestellt                       |  |
| 2719               | Soo Line Railroad                                   | American Locomotive Company               | 4-6-2 Pacific, Class H-23      | 1923 | 1959    | Erworben 2019      | In Betrieb                        |  |
| 1 „William Crooks“ | St. Paul and Pacific Railroad                       | New Jersey Locomotive and Machine Company | 4-4-0 American                 | 1861 | 1897    | Ausgeliehen 1974   | Ausgestellt                       |  |
| Diesellokomotiven  |                                                     |                                           |                                |      |         |                    |                                   |  |
| 1                  | Lake Superior Museum Of Transportation and Industry | Mack Trucks                               | B                              | 1931 |         |                    | Wird im Rangierbetrieb eingesetzt |  |
| 200                | Copper Range Railroad                               | Baldwin Locomotive Works                  | S-12                           | 1951 | 1995–96 | Gespendet 2017     | Wird restauriert                  |  |
| 193                | Duluth, Missabe and Iron Range Railway              | Electro-Motive Diesel                     | SD18                           | 1960 | 1998    | Gespendet 1998     | In Betrieb                        |  |
| 316                | Duluth, Missabe and Iron Range Railway              | Electro-Motive Diesel                     | SD-M                           | 1960 | 1990    | 2008 gespendet     | In Betrieb                        |  |
| 101                | Duluth, South Shore and Atlantic Railway            | American Locomotive Company               | RS-1                           | 1945 | 2002    | Gespendet 2017     | In Betrieb                        |  |
| 4211               | Erie Mining Company                                 | Electro-Motive Diesel                     | F9                             | 1956 | 2001    | Gespendet 2002     | In Betrieb                        |  |
| 4222               | Erie Mining Company                                 | Electro-Motive Diesel                     | F9                             | 1956 | 2001    | Gespendet 2009     | In Betrieb                        |  |
| 7243               | Erie Mining Company                                 | Baldwin Locomotive Works                  | S-12                           | 1956 | 1992    | Gespendet 1992     | Ausgestellt                       |  |
| 192                | Great Northern Railway                              | Electro-Motive Diesel                     | NW5                            | 1947 | 1996    | Erworben 1996      | Seit 1999 in Betrieb              |  |
| 400                | Great Northern Railway                              | Electro-Motive Diesel                     | SD45                           | 1966 | 1984    | Geleast seit 2019  | Ausgestellt                       |  |
|                    | Minnesota Power and Light Company                   | GE Transportation Systems                 | BB 45-Ton Switcher             | 1952 |         | 2003               | In Betrieb                        |  |
| 245                | Northern Pacific Railroad                           | Electro-Motive Diesel                     | GP9                            | 1956 | 2019    | Erworben 2019      | Ausgestellt                       |  |
| 3617               | Northern Pacific Railroad                           | Electro-Motive Diesel                     | SD45                           | 1967 | 2007    | Gespendet 2007     | In Betrieb                        |  |
| 900                | Oliver Mining Company                               | American Locomotive Company               | HH1000                         | 1940 | 1973    | Gespendet 1974     | Ausgestellt                       |  |
| 320                | Soo Line Railroad                                   | Electro-Motive Diesel                     | SW1                            | 1939 | 2017    | Gespendet 2017     | Ausgestellt                       |  |
| 700                | Soo Line Railroad                                   | Electro-Motive Diesel                     | GP30                           | 1963 | 2001    | Gespendet 2001     | In Betrieb                        |  |
| 2500               | Soo Line Railroad                                   | Electro-Motive Diesel                     | FP7-A                          | 1949 | 1986    | Gespendet 1986     | In Betrieb                        |  |
| Elektrolokomotiven |                                                     |                                           |                                |      |         |                    |                                   |  |
| 307                | Hanna Ore Mining Company                            | GE Transportation Systems                 | 60-Ton                         | 1928 | 1968    | Gespendet 1974     | Ausgestellt                       |  |
| 10200              | Milwaukee Road                                      | GE Transportation Systems                 | GE EF-1                        | 1915 | 1974    | Gespendet 1977     | Ausgestellt                       |  |
| 530                | Companhia Carris de Ferro de Lisboa                 | CARRIS                                    | B                              | 1925 |         | Erworben 1978      | Ausgestellt                       |  |
| [ 6 ] [ 7 ]        |                                                     |                                           |                                |      |         |                    |                                   |  |

### Wagen Auswahl
| Personenwagen                                          |                                         |                                  |         |                                      |  |
| 19                                                     | Duluth, Missabe and Iron Range Railway  |                                  | 1890    | Ausgestellt                          |  |
| 68                                                     | Duluth, Missabe and Iron Range Railway  |                                  | um 1900 | Ausgestellt                          |  |
| The Northland                                          | Duluth, Missabe and Iron Range Railway  | Pullman Company                  | 1916    | in Betrieb                           |  |
| W-24                                                   | Duluth, Missabe and Iron Range Railway  |                                  | 1912    | in Betrieb                           |  |
| 33                                                     | Duluth, Missabe and Iron Range Railway  |                                  | 1918    | in Betrieb                           |  |
| Missabe                                                | Duluth, Missabe and Northern Railway    |                                  | 1893    | Salonwagen ist ausgestellt           |  |
| 250 Duluth Zephyr Silver Club des „California Zephyr“  | Chicago, Burlington and Quincy Railroad | Budd Company of Philadelphia     | 1948    | Dome Car (Aussichtswagen) in Betrieb |  |
| 51, 222, 321 Doppelstockwagen                          | Chicago and North Western               |                                  | ab 1950 | Ausgestellt                          |  |
| Rainier Club des „North Coast Limited“                 | Northern Pacific Railway                | Pullman-Standard                 | 1948    | Ausgestellt                          |  |
| 517 des „North Coast Limited“                          | Northern Pacific Railway                | Pullman-Standard                 | 1946    | Ausgestellt                          |  |
| 1, 3 Personen-/Gepäckwagen                             | Great Northern Railway                  |                                  | 1860    | Ausgestellt                          |  |
| 1116 der „Great Northern Route“                        | Great Northern Railway                  |                                  | 1950    | In Betrieb                           |  |
| Lake of the Isles Diner Car der „Empire Builder Route“ | Great Northern Railway                  |                                  | 1951    | Im Dinner-Service in Betrieb         |  |
| Gepäckwagen                                            |                                         |                                  |         |                                      |  |
| 1109                                                   | Canadian National Railway               |                                  | 1958    | Generatorwagen in Betrieb            |  |
| 1447                                                   | Northern Pacific Railway                |                                  | 1914    | Gepäck-/Postwagen ist ausgestellt    |  |
| 66                                                     | Spokane, Portland and Seattle Railway   | Pullman Company                  | 1923    | In Betrieb                           |  |
| Cabooses (Küchen- /Bürowagen)                          |                                         |                                  |         |                                      |  |
| 1                                                      | Soo Line Railroad                       |                                  | 1966    | Kann für Ausflüge gemietet werden    |  |
| 99017                                                  | Soo Line Railroad                       | Barney and Smith of Dayton       | 1884    | Ausgestellt                          |  |
| C-12 (ehem. 9)                                         | Duluth, Missabe and Iron Range Railway  | Duluth Car Manufacturing Company | 1893    | Ausgestellt                          |  |
| 76923                                                  | Duluth, Winnipeg and Pacific Railway    |                                  | 1911    | Ausgestellt                          |  |
| X452                                                   | Great Northern Railway                  | St. Cloud Shops                  | 1920    | Ausgestellt                          |  |
| [ 6 ] [ 7 ]                                            |                                         |                                  |         |                                      |  |